# Georges Jurenieff
Georges Jurenieff   (6 de maig de 1891 - Brussel·les, 1948) nom artístic de Gueorgui Mitrofànovitx Iurénev fou un baríton rus, membre del grup de l'Opéra russe a París.
Va cantar diverses temporades al Gran Teatre del Liceu de Barcelona.